# مارت انی
 مارت انی (انگلیسی: Maret Ani؛ زاده ۳۱ ژانویهٔ ۱۹۸۲) یک تنیس‌باز اهل استونی است.